# Новостав (зупинний пункт)
Новоста́в — пасажирський залізничний зупинний пункт Рівненської дирекції Львівської залізниці.
Розташований у селі Новостав Рівненського району Рівненської області на лінії Здолбунів — Ковель між станціями Клевань (4,5 км) та Цумань (6 км).
Станом на вересень 2017 р. на платформі зупиняються приміські поїзди.